# Trường Trung học phổ thông chuyên Lương Thế Vinh
Trường THPT Chuyên Lương Thế Vinh - Đồng Nai là một trường trung học phổ thông công lập của tỉnh Đồng Nai được thành lập vào năm 1994 bởi Tỉnh ủy, UBND tỉnh và ngành GD – ĐT tỉnh với nhiệm vụ đào tạo và phát huy các học sinh giỏi trong trên toàn tỉnh.

## Lịch sử
- Năm học 1982 – 1983, tại trường THPT Ngô Quyền, lớp chuyên toán đầu tiên được hình thành với chỉ trên dưới 18 học sinh. Vào năm học cuối, một học sinh của lớp đã là một trong 12 HS toàn quốc được Bộ Giáo dục – Đào tạo triệu tập thi chọn đội tuyển quốc gia môn Toán và 100% học sinh của lớp đã trúng tuyển Đại học. Kết quả này đã phần nào minh chứng được sự cần thiết của mô hình lớp chuyên tại tỉnh Đồng Nai.
- Năm 1990, Sở Giáo dục – Đào tạo Đồng Nai cho phép hình thành 4 lớp chuyên Văn, Toán, Lí, Anh văn với trên dưới 60 học sinh.
- Trước yêu cầu mới của sự nghiệp giáo dục – đào tạo, trong đó việc đào tạo nguồn nhân lực chất lượng cao đóng vai trò quan trọng trong nền kinh tế tri thức, ngày 14 tháng 10 năm 1994, UBND tỉnh Đồng Nai ký quyết định số 1527/QĐ-UBT thành lập trường PTTH chuyên Lương Thế Vinh.

## Cơ sở vật chất

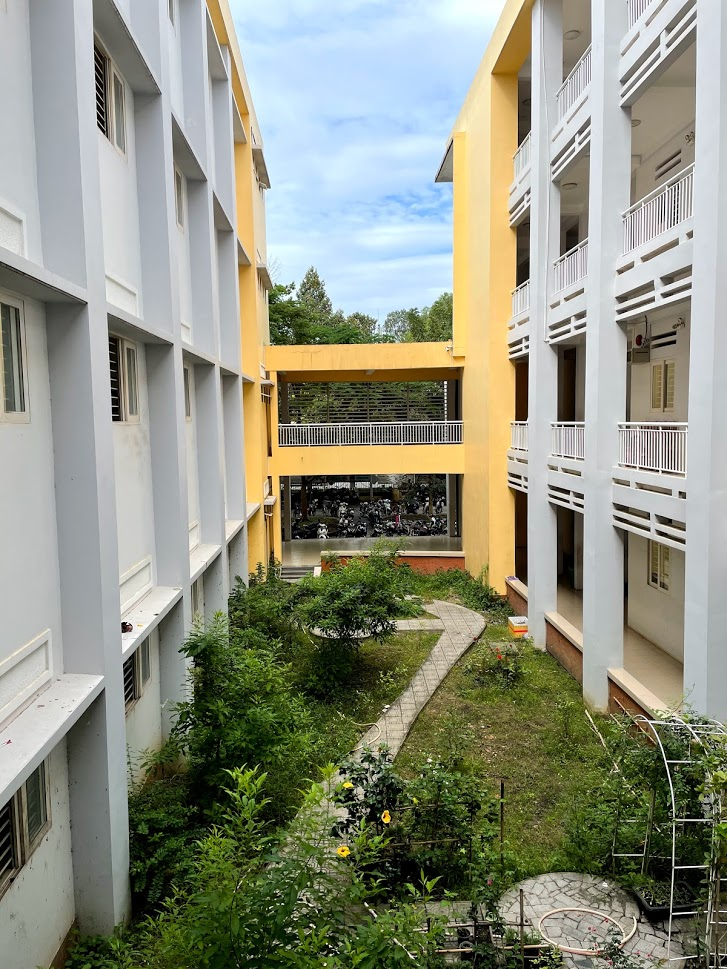
Khu vườn nhỏ nằm giữa hai dãy lớp học.

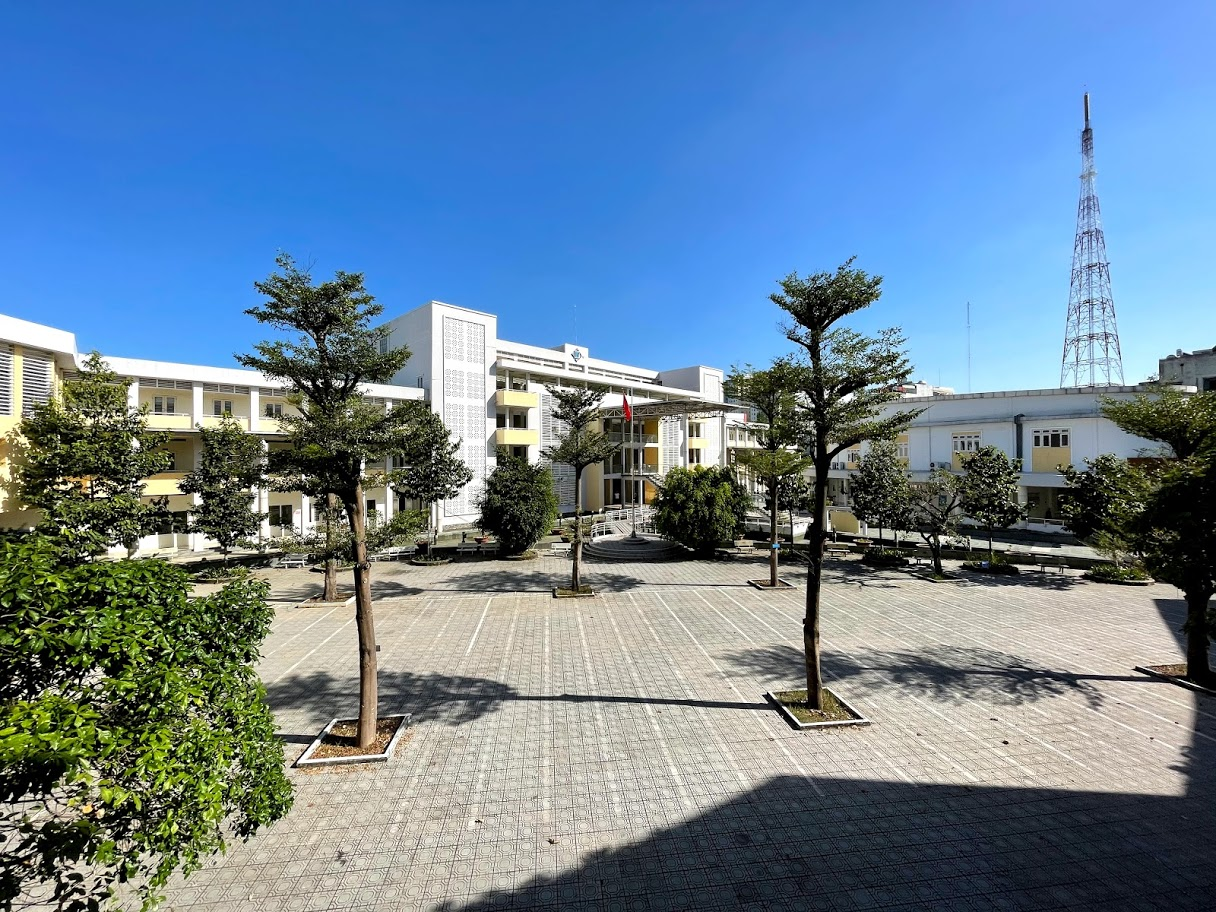
Khu Hành chính và sân trường nhìn từ dãy lớp học.

Ba năm học đầu tiên, 1994 – 1997, nhà trường chưa có cơ sở riêng, hoạt động dạy và học đều trong khuôn viên trường PTTH Ngô Quyền. Đây cũng là những năm khó khăn của trường chuyên, đặc biệt là điều kiện về cơ sở vật chất, chế độ chính sách, đội ngũ giáo viên, trang thiết bị phục vụ cho việc dạy – học.
Năm học 1997-1998. Trường được xay mới với diện tích 2,7 hecta.
Ngày 11-7-2014, Sở GD-ĐT Đồng Nai đã tổ chức lễ khởi công dự án đầu tư, cải tạo, nâng cấp Trường THPT chuyên Lương Thế Vinh. Dự án này do Sở GD-ĐT làm chủ đầu tư, được UBND tỉnh phê duyệt từ tháng 4-2012. Đây là một trong 21 công trình, dự án trọng điểm của tỉnh thiết thực chào mừng các ngày lễ lớn và Đại hội Đảng các cấp năm 2015.

Với tổng diện tích 2 ha, trường gồm có: 39 phòng học (tăng hơn so với thiết kế ban đầu), 3 phòng máy tính, 3 phòng lab, 5 phòng thí nghiệm (2 phòng thí nghiệm Hóa, 2 phòng thí nghiệm Lý và 1 phòng thí nghiệm Sinh), thư viện, khu hiệu bộ...

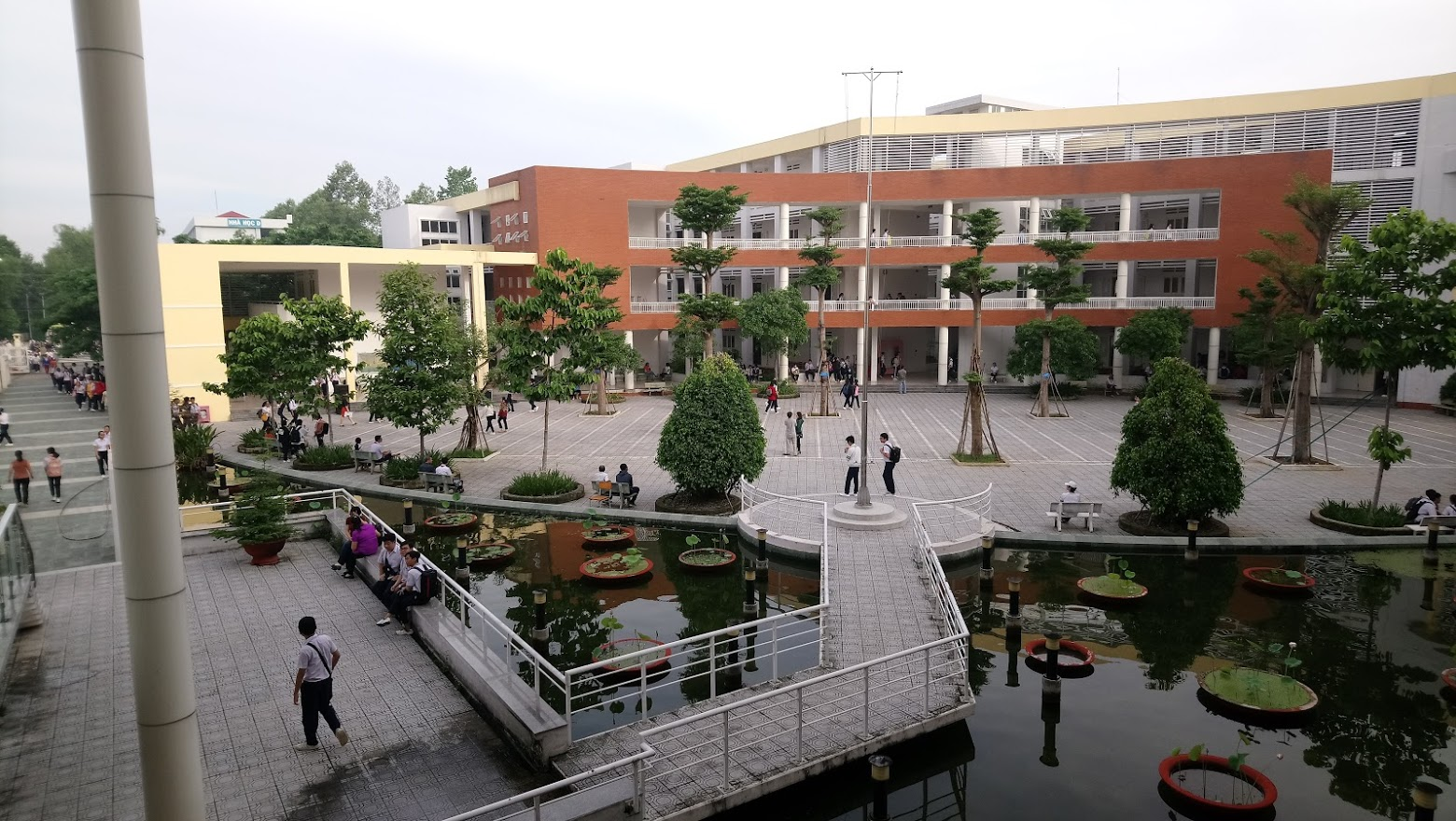
Dãy lớp học nhìn từ Khu Hành chính.

## Thành tích
- Bằng khen của Thủ tướng chính phủ (1997) cho tập thể trường và 12 cán bộ, giáo viên.
- Huân chương Lao động Hạng Ba (1998) cho tập thể và 2 cá nhân.
- Huân chương Lao động Hạng Nhì (2011) cho tập thể.
- Cờ thi đua của chính phủ 2011, 2013.
- Cờ thi đua xuất sắc của UBND Tỉnh Đồng Nai năm 2013, 2016.
- Huân chương Lao động Hạng Nhất (2015).
- 10 nhà giáo được phong tặng danh hiệu Nhà giáo Nhân dân, Nhà giáo Ưu tú và nhiều phần thường khác.

Ngoài ra trường cũng từng vinh dự đón tiếp Đại tướng Võ Nguyên Giáp về thăm trường.

## Các Câu lạc bộ (Tính đến năm học 2022 - 2023)
Ngoài các thành tích học tập, trường THPT Chuyên Lương Thế Vinh còn nổi tiếng với các hoạt động ngoại khóa. Hiện nay, trường có tổng cộng 14 câu lạc bộ, hội, nhóm đang hoạt động (Tính đến năm học 2020 - 2021):
1. Nhóm Thiện nguyện Sẻ Chia Yêu Thương
2. CLB Âm nhạc - LTV Orpheus
3. CLB nhảy - Lumination
4. CLB Truyền thông và Tổ chức sự kiện - LTV Movement
5. CLB Nhiếp ảnh - LTV Photography Club
6. CLB Hội họa - LTV Artwork
7. CLB Kĩ năng sống - K.I.P
8. CLB tranh biện liên trường - ISDC
9. CLB Bóng rổ - LTV Basteam
10. CLB Môi trường - LTV Planeteers Club
11. CLB Nói Tiếng Anh - LTV English Speaking Club
12. CLB hùng biện tiếng Anh THPT chuyên Lương Thế Vinh - ICIS
13. CLB Bóng đá - LTV Football Club
14. CLB Cầu lông - LTV Badminton Club
15. CLB Cờ vua - LTV Chess Club
16. CLB Học thuật - LTV Laurus
17. CLB Esport- LTV APEX